# Pierre Zind
Pierre Zind, né le 19 mai 1923 à Wintzenheim et mort à Mendes (Brésil) le 19 mars 1988, fut un frère enseignant mariste, en religion Frère Louis-Laurent. Passé au séparatisme alsacien, il changea son prénom pour celui de Pierri, diminutif dialectal de Pierre.

## Biographie
Vocation précoce, il fit profession dès l'âge de 17 ans puis, à partir de 1946, mena de front l'enseignement et les études universitaires, devenant docteur ès lettres en 1969 avec une thèse sur les instituts de frères enseignants dans la première moitié du XIXe siècle. L'année suivante, il devint professeur associé de sciences de l'éducation à l'Université Lumière Lyon 2.
Cependant, passé à l'indépendantisme alsacien, il se préoccupa surtout de politique, adhérant en 1971 à l’Elsass-Lothringische föderalistische Bewegung de Marcel Iffrig. Après une Brève histoire de l'Alsace (1977), parut son livre le plus important Elsass-Lothringen : une nation interdite (1870-1940), livre épais, rempli de documents importants et qui fut accueilli avec une certaine faveur par les milieux intellectuels. On lira cependant à la page 232 « d’un mémoire »(Archive.org • Wikiwix • Archive.is • Google • Que faire ?) soutenu sous la direction du professeur François Igersheim que les ouvrages de cet auteur, bien que fourmillant d’informations, doivent être lus avec une infinie précaution. Dans Zeitschrift für die Geschichte des Oberrheins, 2006, François Igersheim ajoute d’ailleurs en parlant de ce livre : « Y a-t-il un historien allemand sérieux pour suivre la leçon de cet ouvrage, non pas seulement parce que Zind finira compagnon de route des négationnistes, mais surtout parce que son ouvrage ne comprend pas les sacro-saints « Belege » en innombrables notes de bas de page, des faits et documents rapportés ? ». En 1982, Pierre Zind fit à Mulhouse une intervention remarquée en faveur des Loups Noirs.
Il contribua à la revue La Nouvelle Voix d'Alsace-Lorraine, mensuel séparatiste alsacien.
Selon Marie-José Chombart de Lauwe et Madeleine Rebérioux il aurait repris avec sympathie la thèse selon laquelle à Oradour les SS auraient simplement enfermé dans l’église les femmes et les enfants pour les protéger durant les combats. En 1985, il accepta de participer au jury de l'Université de Nantes qui décerna une mention « Très Bien » à la thèse négationniste d'Henri Roques sur Kurt Gerstein. Devant le scandale, il fut alors contraint de « faire valoir ses droits à la retraite ».

## Publications principales
- Les nouvelles congrégations de Frères enseignants en France de 1800 à 1830 (3 volumes, Saint-Genis-Laval 1969)
- L'Enseignement religieux dans l'Instruction Primaire publique en France de 1850 à 1873 (Centre d'Histoire du Catholicisme, Lyon 1971)
- Brève Histoire de l'Alsace (Albatros, Paris 1977)
- Alsace-Lorraine, Elsass-Lothringen, une nation interdite 1870-1940 (Copernic, Paris 1979)